# Josia megaera
Josia megaera är en fjärilsart som beskrevs av Fabricius 1787. Josia megaera ingår i släktet Josia och familjen tandspinnare. Inga underarter finns listade i Catalogue of Life.